# Passé composé
Passé composé je nejčastěji používaný minulý čas v moderní francouzštině. Je to složené perfektum, které se používá k vyjádření děje nebo činnosti, které byly v minulosti dokončeny. Passé composé byl původně srovnatelný s předpřítomným časem (present perfect) v angličtině, a je tak stále příležitostně používán (např. Ça y est, j'ai fini). Passé composé se tvoří za pomoci přítomného času pomocného slovesa avoir (mít) nebo être (být), za kterým následuje významové sloveso v příčestí minulém. U pravidelných sloves se toto příčestí odvozuje od infinitivu, u nepravidelných sloves má příčestí minulé zvláštní tvar, který si je třeba pamatovat.
Příklady:
```
 
j’ai parlé
   – mluvil jsem

tu es sorti
 – vyšel jsi

il a bu
      – pil
```

## Časování pomocných sloves
Časování slovesa avoir :
jednotné číslo ----------- množné číslo
```
 
j'
ai
  (mám)    
nous
 
avons
 (máme)

tu
 
as
 (máš)    
vous
 
avez
  (máte)

il
 
a
  (má)      
ils
 
ont
    (mají)
```

Časování slovesa être :
jednotné číslo ----------- množné číslo
```
je
 
suis
  (jsem)     
nous
 
sommes
 (jsme)

tu
 
es
    (jsi)     
vous
 
êtes
   (jste)

il
 
est
   (je)       
ils
 
sont
    (jsou)
```

## Rozlišení použití pomocných sloves
Seznam sloves, u kterých se používá modální sloveso être:
```
aller - jít (allé)
arriver - přijet (arrivé)
descendre - sestoupit (descendu)
devenir - stát se (devenu)
entrer - vstoupit (entré)
monter - stoupat (monté)
mourir - zemřít (mort)
naître - narodit se (né)
partir - opustit (parti)
passer (par)- minout/jet kolem (passé)
rentrer - vrátit se (rentré)
rester - zůstat (resté)
retourner - vrátit se (retourné)
revenir - vrátit se (revenu)
sortir - vyjít (sorti)
tomber - spadnout (tombé)
venir - přijít (venu)
```

Někdy používanou mnemotechnickou pomůckou je řetězec DRMRSVANDERTRAMPP nebo DR & MRS VANDERTRAMPP nebo DR MRS P VANDERTRAMP. Ze seznamu je patrné, že většina těchto sloves má něco společného s pohybem nebo změnou stavu. Dále se pomocné sloveso être používá u tvorby passé composé u všech zvratných sloves (např. se laver, se maquiller, s'asseoir, se raser). U ostatních sloves se používá pomocné sloveso avoir.

## Tvorba příčestí minulého
Při tvorbě příčestí minulého u sloves končících na -ER se koncová skupina -er zamění za -é.
```
parler (mluvit)   - er   + é   = parlé 
aller (jít)       - er   + é   = allé 
arriver (přijet)  - er   + é   = arrivé 
```

Při tvorbě příčestí minulého u sloves končících na -IR se koncová skupina -ir zamění za -i.
```
finir (skončit)   - ir   + i   = fini
choisir (vybrat)  - ir   + i   = choisi
sortir (vyjít)    - ir   + i   = sorti
```

Při tvorbě příčestí minulého u sloves končících na -RE se koncová skupina -re zamění za -u.
```
vendre (prodávat)      - re   + u   = vendu 
fondre (roztát)        - re   + u   = fondu 
descendre (sestoupit)  - re   + u   = descendu 
```

U nepravidelných sloves neexistuje žádná zákonitost tvorby příčestí minulého a příslušný tvar si je třeba pamatovat:
```
acquérir:    
acquis
      (získat)
apprendre:   
appris
      (učit se)
atteindre:   
atteint
     (zasáhnout)
avoir:       
eu
          (mít)
boire:       
bu
          (pít)
comprendre:  
compris
     (rozumět)
conduire:    
conduit
     (řídit) 
connaître:   
connu
       (znát)
construire:  
construit
   (konstruovat)  
courir:      
couru
       (běhat)
couvrir:     
couvert
     (zakrýt)
craindre:    
craint
      (bát se)
croire:      
cru
         (věřit)
décevoir:    
déçu
        (zklamat)
découvrir:   
découvert
   (odhalit)
devoir:      
dû
          (muset)
dire:        
dit
         (říci)
écrire:      
écrit
       (psát) 
être:        
été
         (být)
faire:       
fait
        (udělat)
instruire:   
instruit
    (vyučovat) 
joindre:     
joint
       (připojit)
lire:        
lu
          (číst)
mettre:      
mis
         (dát, položit)
mourir:      
mort
        (zemřít)
offrir:      
offert
      (nabídnout)
ouvrir:      
ouvert
      (otevřít)
naître:      
né
          (narodit se)
paraître:    
paru
        (jevit se)
peindre:     
peint
       (malovat)
pouvoir:     
pu
          (být možný) 
prendre:     
pris
        (vzít, používat)
produire:    
produit
     (produkovat)
recevoir:    
reçu
        (přijmout)
savoir:      
su
          (vědět)
souffrir:    
souffert
    (zranit)
suivre:      
suivi
       (následovat)
tenir:       
tenu
        (držet) 
venir:       
venu
        (přijít)  
vivre:       
vécu
        (žít)
voir:        
vu
          (vidět)
vouloir:     
voulu
       (chtít)
```